# Aníbal Martín Borrego
Aníbal Martín Borrego   (Càceres, 16 de juny de 1989), de nom de ploma Aníbal Jaisért, és un biotecnòleg, poeta, articulista, escriptor, corrector, editor i traductor extremeny que defensa àrduament l'ús de la llengua extremenya i la difon a la xarxa. Cal destacar, a més, la seva devoció per l'etimologia. Tradueix de l'àrab, el rus i l'anglès. També visibilitza el col·lectiu LGBT, en tant que bisexual.
Pel que fa a la qüestió de la classificació lingüística de l'extremeny, exposa el següent:
| « | L'origen de l'extremeny no és el castellà, sinó l'asturlleonès. No és una evolució del castellà, sinó que procedeix del que es parlava entre Astúries i Cantàbria, més pròxim al càntabre. El que sí que es podria dir és que, com el castellà, és un dialecte del llatí. | » |
| — Aníbal Martín Borrego, «Primero los asturianos y ahora los extremeños, ¿es el castúo una lengua?» de Paula Corroto a El Confidencial. | |   |

Considera l'extremeny, doncs, una llengua al mateix nivell que el castellà i trobaria ideal la cooficialitat a Extremadura. La varietat que coneix i promulga és la dels seus avis paterns, de la vila de Huetre a Las Hurdes, que ni tan sols sabien parlar castellà.
A part, ha col·laborat i encara col·labora en El Diario, Canal Extremadura, Onda Cero, Cadena Ser, El Salto, Umbigo, Ariadna RC i Narrativa Brebe. Publica articles tant d'opinió com acadèmics, i alguns tractaven en concret el tema de la música àrab.
D'afegitó, ha estat candidat de Catalunya Actúa i de Més País a Barcelona, on resideix actualment, i sap tocar el piano.

## Formació
Abans de res, Martín va obtenir un títol professional de piano al Conservatori Hermanos Berzosa, situat a la seva ciutat natal. A continuació, va graduar-se en biotecnologia a la Universitat de Salamanca. Llavors va cursar a la Universitat de Jordània Teaching Arabic to Speakers of Other Languages, és a dir, va aprendre com instruir àrab als parlants d'altres llengües. Li van seguir la carrera de Traducció i Interpretació amb rus i àrab a la Universitat de Granada, novament a Espanya, i un màster en el Món Àrab i Islàmic entre els anys 2014 i 2015 a la Universitat de Barcelona.

## Reconeixements
Ha rebut diversos reconeixements en matèria literària, entre els quals destaca la segona posició en la quarta edició del Premi Orola de Vivències el 2010. També va ser nomenat el 2021 l'Extremeny de l'Any pel mitjà Extremadurate.

## Obra
| Any  | Títol                                                     | Editorial     | Llengua  |
| ---- | --------------------------------------------------------- | ------------- | -------- |
| 2020 | Relación necesariamente breve de todo lo que ya no existe | Olé Libros    | Castellà |
| 2021 | Adunia. Colección de relatos etimológicos                 | Pie de página | Castellà |
| 2023 | Yo hablo, ellas cantorin                                  | Pie de página | Castellà |